# Otto Hörsing
Friedrich Otto Hörsing (18 de julio de 1874 Groß Schilleningken, Imperio alemán - Berlín, Tercer Reich, 16 de agosto de 1937) fue un político socialdemócrata alemán.

## Biografía
Hörsing nació en Groß Schilleningken cerca de Memel, Prusia Oriental (hoy Šilininkai, Lituania) y fue entrenado para trabajar como herrero en su juventud. Se unió al Partido Socialdemócrata (SPD) en 1894, se convirtió en Secretario Ejecutivo de la Asociación Alemana de Trabajadores Metalúrgicos en la Alta Silesia en 1905 y Secretario de Distrito del SPD en Oppeln (1906-1914).
Sirvió en el Ejército alemán en la Primera Guerra Mundial y se convirtió en prisionero de guerra en Rumania. Después de la guerra, regresó a Silesia y se convirtió en presidente del consejo de trabajadores y soldados de la Alta Silesia en Kattowitz en 1919. 
En 1919 y 1920 Hörsing fue el Reichs- und Staatskommissar para Silesia y Posen y el Oberpräsident de la Provincia de Sajonia en 1920 hasta 1927.

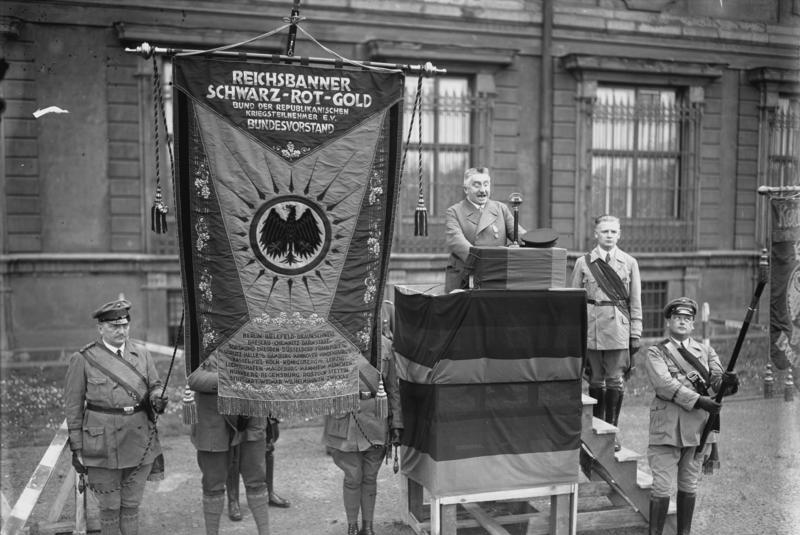
Otto Hörsing el 11 de agosto de 1929.

Fue miembro de la Asamblea Nacional de Weimar (1919), el Reichstag en 1919-1922 y el Landtag prusiano (1924-1933). Hörsing representó a la Provincia de Sajonia en el Reichsrat en 1922-1930 y fue cofundador y el primer Presidente de la Reichsbanner Schwarz-Rot-Gold (1924-1932), al que calificó como una 'organización de protección no partidario de la República y democracia en la lucha contra la esvástica y la estrella soviética. En 1932, Hörsing fundó la Sozial-Republikanische Partei Deutschlands después de ser expulsado del SPD y del Reichsbanner. En las elecciones al Reichstag de noviembre de 1932, esta nueva organización recibió solo 8.395 votos.
Después de la toma del poder nacionalsocialista en 1933, prohibieron todos los partidos de oposición y descontinuaron los beneficios de pensión de Hörsing. Murió empobrecido en Berlín en 1937.